# Eagulls
Eagulls je britská rocková hudební skupina, založená v roce 2010 ve městě Leeds. Založili ji kytarista Mark Goldsworthy a bubeník Henry Ruddel. K duu se později přidali Liam Matthews (kytara), Tom Kelly (baskytara) a George Mitchell (zpěv). Svou první nahrávku v podobě singlu „Council Flat Blues“ skupina vydala v roce 2011 na značce Not Even Records. V roce 2012 skupina vydala u vydavatelství Deranged Records nové EP s názvem Eagulls a v březnu 2014 vyšlo první eponymní studiové album u vydavatelství Partisan Records.